# Michael Lollesgaard

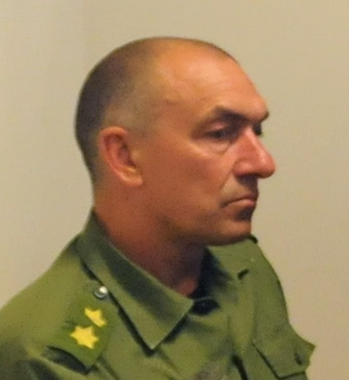
Michael Lollesgaard als Generalmajor und Divisionskommandeur der Danske Division (2014)

Michael Anker Lollesgaard (* 13. November 1960 in Odense) ist ein Generalleutnant des Königlich Dänischen Heeres (Hæren). Seit 31. Januar 2019 ist er Head of the United Nations Mission in support of the Hodeidah Agreement (UNMHA) im Jemen.

## Militärische Laufbahn

### Ausbildung und erste Verwendungen
Nach Besuch der Hærens Officersskole, der Offizierschule des Heeres in Kopenhagen von 1980 bis 1984, wurde Lollesgaard zum Oberleutnant befördert. Es folgten verschiedene Verwendungen in seinem Stammregiment, Dronningens Livregiment in Aalborg: von 1985 als 1986 stellvertretender Kompaniechef in der Stabskompanie, 1986 bis 1988 als stellvertretender Kompaniechef einer Kompanie mechanisierter Infanterie und schließlich 1988 als 1989 als Operations- und Nachrichtenoffizier. Im Jahr 1990 nahm er am Stabsoffizierbasislehrgang teil, bevor er von 1990 bis 1991 Kompaniechef in seinem Stammregiment wurde. Von 1992 bis 1993 nahm er am zweiten Teil des Generalstabslehrgangs teil.

### Dienst als Stabsoffizier
Beförderungen
- 1984 Oberleutnant
- 1986 Hauptmann
- 1993 Major
- 2002 Oberstleutnant
- 2007 Oberst
- 2007 Brigadegeneral
- 2013 Generalmajor
- 2017 Generalleutnant

Nach Abschluss der Stabsoffiziersausbildung folgte 1993 bis 1995 eine Verwendung als Lehrer und Hörsaalleiter an der Hærens Officersskole. Von 1995 bis 1996 war Lollesgaard Leiter der Stabsabteilung Einsatz in der 1. Sjællandske Brigade, der Seeland-Brigade in Ringsted. Von 1996 bis 1998 wurde er als Stabsoffizier im dänischen Verteidigungsministerium eingesetzt. In diese Zeit fiel 1998 auch ein erster Auslandseinsatz als Stabsoffizier G3 (Einsatz und Übung ) im Hauptquartier der Task Force Eagle der SFOR in Tuzla, Bosnien-Herzegowina. Es folgte 1999 bis 2002 eine weitere internationale Verwendung als Assistant Military Adviser bei der ständigen Vertretung Dänemarks bei den Vereinten Nationen in New York. Von 2002 bis 2004 führte Lollesgaard als Bataillonskommandeur das II. Battalion Den Kongelige Livgarde. Von 2002 bis 2004 war er Lehrgangsleiter des Generalstabslehrgangs an der Fakultät für Strategie und Militäroperationen der Forsvarsakademiet, der Dänischen Verteidigungsakademie. Es folgte 2006 ein weiterer Auslandseinsatz als Stabsoffizier J-3 (Führung laufender Operationen) der britisch geführten Multi-National Division South-East in Basra, Irak. Nach seiner Rückkehr wurde er erneut als Lehrgangsleiter des Generalstabslehrgangs eingesetzt.

### Dienst als General
Von 2007 bis 2009 war Lollesgaard als Kommandeur des Peace Support Operations Training Centre in Sarajevo, Bosnien-Herzegowina erneut in einer internationalen Verwendung. Von 2010 bis 2013 war er Brigadekommandeur der 1. Brigade des Dänischen Heeres (1. Brigade), in Haderslev. Von 2013 bis 2015 war er Divisionskommandeur der Danske Division, ebenso in Haderslev, der einzigen Formation Dänemarks dieser Größe. Von 2015 bis 2016 war Lollesgaard, als Nachfolger des tschadischen Divisionärs Oumar Bikimo, der dritte Force Commander der UN Mission in Mali, MINUSMA. Dieses Kommando gab er am 1. Januar 2017 an den belgischen Generalmajor Jean-Paul Deconinck ab. Im Anschluss war er von 2017 bis 2019 als Senior Military Representative Dänemarks bei NATO und EU in Brüssel eingesetzt. Im Jahr 2019 wurde er Kommandeur des Heereskommando, Hærkommandoen in Karup. Am 31. Januar 2019 ernannte UN-Generalsekretär António Guterres Lollesgaard zum Chair of the Redeployment Coordination Committee (RCC) und Head of the United Nations Mission in support of the Hodeidah Agreement (UNMHA) im Jemen. Er folgt hier auf den pensionierten niederländischen Generalmajor Patrick Cammaert.

### Auslandseinsätze
- 1998 SFOR – G3/HQ/Task Force Eagle, Tuzla, Bosnien-Herzegowina
- 2006 Iraq Force – J3 Multi-National Division South-East, Basra, Irak
- 2015–2016 MINUSMA – Force Commander, Bamako, Mali
- 2019 UNMHA – Head of the Mission, Jemen

### Auszeichnungen
- Kommandeur des Dannebrogorden
- Medal of Honour for 25 years of Good Service in the Army
- Home Guard, Medal of Merit
- NATO-Medaille Former Yugoslavia
- Defence Medal of Merit
- Viertagekreuz (Nijmegen-Marsch)
- Chief of Defence Medal for International Operations
- Chief of Defence Medal for Operation in Mali
- UN-Medaille MINUSMA

## Privates
Lollesgaard ist verheiratet.